# 원고적격
원고적격(原告適格)이란 소를 제기할 수 있는 당사자적격을 뜻한다. 원고적격이 없는 자의 소는 부적법하여 각하 판결을 받게 된다.

## 제3자 원고적격
제3자의 원고적격에 대해서 판례는 법률상 이익구제설의 입장을 취하고 있으나, 환경분쟁과 관련한 제3자의 원고적격에 관한 판례의 흐름을 보면 ‘법률상 이익’의 탄력적 해석을 통해 원고적격의 인정범위를 넓히고 있다고 평가할 수 있다. 즉, 법률상 이익의 해석에 있어서, 법령의 명문규정뿐만 아니라 근거규정 및 관련규정의 취지·목적해석에서, 점차로 침해되는 이익의 내용·성질·태양 등까지 종합하여 해석함으로써 원고적격의 인정범위를 넓혀왔다.

### 법률상 이익
법률상 이익이 무엇인지에 대해 학설은 ① 처분의 근거가 되는 법률의 명문규정이라는 견해, ② 처분의 근거가 되는 법률과 법규명령을 포함한 법령의 명문규정이라는 견해, ③ 처분의 근거가 되는 실체법령 및 절차법령이라는 견해, ④ 처분의 근거법령 및 관련법령이라는 견해, ⑤ 처분의 근거법령 이외에 헌법, 관습법과 조리법 등을 포함한다는 견해로 나눌 수 있다

## 판례
- “행정처분의 직접 상대방이 아닌 자로서 그 처분에 의하여 자신의 환경상 이익이 침해받거나 침해받을 우려가 있다는 이유로 취소나 무효확인을 구하는 제3자는, 자신의 환경상 이익이 그 처분의 근거 법규 또는 관련 법규에 의하여 개별적·직접적·구체적으로 보호되는 이익, 즉 법률상 보호되는 이익임을 입증하여야 원고적격이 인정된다. 다만, 그 행정처분의 근거 법규 또는 관련 법규에 그 처분으로써 이루어지는 행위 등 사업으로 인하여 환경상 침해를 받으리라고 예상되는 영향권의 범위가 구체적으로 규정되어 있는 경우에는, 그 영향권 내의 주민들에 대하여는 당해 처분으로 인하여 직접적이고 중대한 환경피해를 입으리라고 예상할 수 있고, 이와 같은 환경상의 이익은 주민 개개인에 대하여 개별적으로 보호되는 직접적·구체적 이익으로서 그들에 대하여는 특단의 사정이 없는 한 환경

상 이익에 대한 침해 또는 침해 우려가 있는 것으로 사실상 추정되어 법률상 보호되는 이익으로 인정됨으로써 원고적격이 인정되며, 그 영향권 밖의 주민들은 당해 처분으로 인하여 그 처분 전과 비교하여 수인한도를 넘는 환경피해를 받거나 받을 우려가 있다는 자신의 환경상 이익에 대한 침해 또는 침해 우려가 있음을 입증하여야만 법률상 보호되는 이익으로 인정되어 원고적격이 인정된다.

### 인정사례
- 지방자치단체 인사위원회의 심의를 거쳐 3급 승진대상자로 결정되고 임용권자가 그 사실을 대내외로 공표한 경우, 그 공무원은 원고적격을 가진다.[4]
- 공공기관의정보공개에관한법률 제6조 제1항은 "모든 국민은 정보의 공개를 청구할 권리를 가진다."고 규정하고 있는데, 여기에서 말하는 국민에는 자연인은 물론 법인, 권리능력 없는 사단·재단도 포함되고, 법인, 권리능력 없는 사단·재단 등의 경우에는 설립목적을 불문하며, 한편 정보공개청구권은 법률상 보호되는 구체적인 권리이므로 청구인이 공공기관에 대하여 정보공개를 청구하였다가 거부처분을 받은 것 자체가 법률상 이익의 침해에 해당한다.[5]

### 부정사례
- 숙박업구조변경허가처분에 대한 주변 숙박업자(이들이 받게 될 불이익은 간접적이거나 사실적, 경제적 불이익에 지나지 않기 때문이다.)[6]
- 종전에 이용하던 사도의 폐지허가처분에 대해 다른 도로의 이용이 가능해진 주민(취소를 구할 법률상 이익이 없다.)[7]
- 물품수입허가에 대한 동일한 종류의 물품의 제조판매업자[8]
- 상수원보호구역 변경에 대해 그 상수원으로부터 급수를 받는 인근주민(반사적 이익에 불구하다.)[9]
- 법률상 보호되는 이익이라 함은 당해 처분의 근거 법규 및 관련 법규에 의하여 보호되는 개별적, 직접적, 구체적 이익이 있는 경우를 말하고, 공익보호의 결과로 국민 일반이 공통적으로 가지는 일반적, 간접적, 추상적 이익이 생기는 경우에는 법률상 보호되는 이익이 있다고 할 수 없다.[10]
- 행정처분의 직접 상대방이 아닌 제3자라 하더라도 당해 행정처분으로 인하여 법률상 보호되는 이익을 침해당한 경우에는 취소소송을 제기하여 그 당부의 판단을 받을 자격이 있다 할 것이나, 여기에서 말하는 법률상 보호되는 이익이라 함은 당해 처분의 근거법규 및 관련법규에 의하여 보호되는 개별적ㆍ직접적ㆍ구체적 이익이 있는 경우를 말하고, 당해 처분의 근거법규 및 관련법규에 의하여 보호되는 법률상 이익이라 함은 당해 처분의 근거법규(근거법규가 다른 법규를 인용함으로 인하여 근거법규가 된 경우까지를 아울러 포함한다)의 명문규정에 의하여 보호받는 법률상 이익, 당해 처분의 근거법규에 의하여 보호되지는 아니하나 당해 처분의 행정목적을 달성하기 위한 일련의 단계적인 관련처분들의 근거법규에 의하여 명시적으로 보호받는 법률상 이익, 당해 처분의 근거법규 또는 관련법규에서 명시적으로 당해 이익을 보호하는 명문의 규정이 없더라도 근거법규 및 관련법규의 합리적 해석상 그 법규에서 행정청을 제약하는 이유가 순수한 공익의 보호만이 아닌 개별적ㆍ직접적ㆍ구체적 이익을 보호하는 취지가 포함되어 있다고 해석되는 경우까지를 말한다.[11]
- “환경상 이익에 대한 침해 또는 침해 우려가 있는 것으로 사실상 추정되어 원고적격이 인정되는 사람에는 환경상 침해를 받으리라고 예상되는 영향권 내의 주민들을 비롯하여 그 영향권 내에서 농작물을 경작하는 등 현실적으로 환경상 이익을 향유하는 사람도 포함된다. 그러나 단지 그 영향권 내의 건물·토지를 소유하거나 환경상 이익을 일시적으로 향유하는데 그치는 사람은 포함되지 않는다[12]

## 같이 보기
- 피고적격

## 참고 문헌
- 김향기, ｢행정소송의 원고적격에 관한 연구｣ 환경법연구 제31권 2호 2009.8.